# Qəzyan

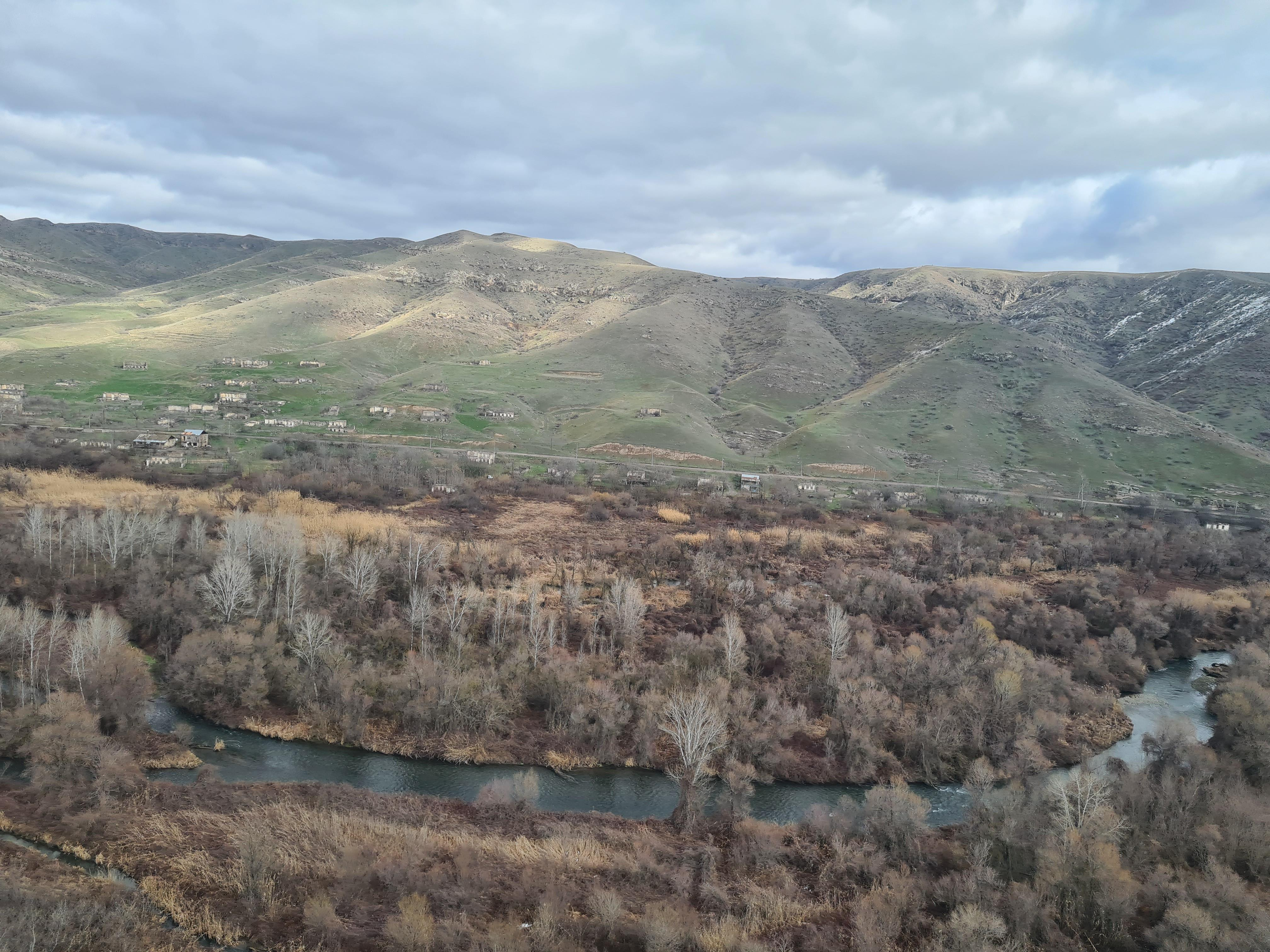
Qəzyan (2021)

Qəzyan (eingedeutscht Gäsjan) ist ein Dorf im Rayon Qubadlı von Aserbaidschan.

## Geographische Lage
Qəzyan liegt am rechten Ufer des Flusses Hakari, ca. 10 Kilometer südöstlich von Qubadlı, der Hauptstadt der gleichnamigen Provinz von Aserbaidschan. Das Gebiet liegt in der Region Niederkarabach und grenzt westlich an Armenien.

## Geschichte
Während der Herrschaft des Russischen Zarenreiches im Südkaukasus (1801–1917) war das Dorf Teil der Ujezd Sangesur, die wiederum zum Gouvernement Elisawetpol gehörte. Laut den statistischen Angaben der zaristischen Regierung lebten in Qəzyan 1886 ca. 160 Menschen, alle Aserbaidschaner. Das Kaukasische Kalender von 1912 zählte im Dorf ca. 600 Einwohner, mehrheitlich Aserbaidschaner.
Im Ersten Bergkarabachkrieg (1992–1994) wurde die gesamte Provinz Qubadlı, darunter Qəzyan im August 1993 von armenischen Streitkräften besetzt.
Im Zuge des Zweiten Bergkarabachkrieges zwischen Armenien und Aserbaidschan im Herbst 2020 hat die aserbaidschanische Armee nach 27 Jahren Qəzyan am 7. November 2020, zwei Tage vor dem Waffenstillstandsabkommen zurückerobert. Das Dorf liegt heutzutage in Ruinen.

## Persönlichkeiten
Əliyar Əliyev – Nationalheld Aserbaidschans, Teilnehmer des Ersten Bergkarabachkrieges.